# Damaso Pio De Bono
Damaso Pio De Bono (Bivona, 23 ottobre 1850 – Bivona, 14 novembre 1927) è stato un vescovo cattolico italiano, ottavo vescovo di Caltagirone.

## Biografia
Già arciprete parroco nella chiesa madre di Bivona, il 28 novembre 1898 fu eletto vescovo di Caltagirone. Ricevette la consacrazione episcopale l'11 dicembre 1898 dal cardinale Michelangelo Celesia. Prese possesso della diocesi per procura il 5 marzo 1899 e vi fece il suo ingresso il 25 marzo. Resse la diocesi per 27 anni, sino al 17 dicembre 1925, quando vi rinunciò per avanzata età.
Fu prelato domestico del Papa, assistente al soglio pontificio, conte romano e vescovo titolare di Troade.
Fu legato da un'intensa amicizia con il calatino don Luigi Sturzo. Questa relazione è stata accuratamente descritta nel libro del bivonese Alessandro De Bono Damaso Pio De Bono e Luigi Sturzo; ecco cosa viene scritto nella Premessa:
Quando, nel 1898, Damaso Pio De Bono venne ordinato vescovo, Luigi Sturzo organizzò in suo onore un corteo con le carrozze che da Santo Stefano Quisquina portava a Bivona, in modo che il bivonese De Bono potesse festeggiare e salutare la sua comunità.
Nel periodo che va dalla nomina di Damaso Pio De Bono a vescovo di Caltagirone fino alla sua morte, fu fitta la corrispondenza epistolare tra il bivonese e Luigi Sturzo: grazie all'amicizia che legava i due, numerosa gente di Bivona (compresa la società operaia bivonese) ebbe l'opportunità di comunicare direttamente con Sturzo, che nel 1919 fondò il Partito Popolare Italiano, influendo sulle sorti dell'intera Italia.
Nel 1927, tornato nella sua Bivona, morì e le sue spoglie furono trasferite nella nuova chiesa madre, da lui stesso restaurata durante il ventennio in cui ne fu arciprete.

## Genealogia episcopale
La genealogia episcopale è:
- Cardinale Scipione Rebiba
- Cardinale Giulio Antonio Santori
- Cardinale Girolamo Bernerio, O.P.
- Arcivescovo Galeazzo Sanvitale
- Cardinale Ludovico Ludovisi
- Cardinale Luigi Caetani
- Cardinale Ulderico Carpegna
- Cardinale Paluzzo Paluzzi Altieri degli Albertoni
- Papa Benedetto XIII
- Papa Benedetto XIV
- Papa Clemente XIII
- Cardinale Marcantonio Colonna
- Cardinale Giacinto Sigismondo Gerdil, B.
- Cardinale Giulio Maria della Somaglia
- Cardinale Luigi Lambruschini
- Cardinale Girolamo d'Andrea
- Cardinale Michelangelo Celesia, O.S.B.
- Vescovo Damaso Pio De Bono